# انکیریدیون
انکیریدیون (انگلیسی: Enchiridion) کتاب راهنمای کوتاهی از توصیه‌های اخلاقی اپیکتت یا اپیکتتوس فیلسوف رواقی یونان باستان است که توسط آریان فیلسوف و مورخی یونانی گردآوری شده‌است. اگرچه مطالب بیشتر برگرفته از گفتارهای اپیکتت است، اما خلاصه‌ای از گفتارها نیست، بلکه تلفیقی از احکام عملی است. با اجتناب از متافیزیک، آریان توجه خود را بر آثار اپیکتت در به‌کار بردن فلسفه در زندگی روزمره متمرکز می‌کند. از این رو، این کتاب راهنمایی برای نشان دادن راه رسیدن به آزادی ذهنی و شادی در هر شرایطی است.
انکیریدیون در دنیای باستان بسیار شناخته‌شده بود و در دوره قرون وسطی، به‌طور خاص برای استفاده در صومعه‌های یونانی‌زبان اقتباس شده بود. این اثر در قرن پانزدهم به لاتین و سپس با ظهور چاپ به چندین زبان اروپایی ترجمه شد. در قرن هفدهم و به موازات جنبش نورواقی‌گری به اوج محبوبیت رسید.

## عنوان کتاب
واژه انکیریدیون (یونانی باستان: ἐγχειρίδιον) صفتی به معنای «در دست» یا «آماده به دست» است. این کلمه گاهی اوقات به‌معنای شمشیر یا خنجر دستی نیز به‌کار می‌رود، اما همراه با کلمه «کتاب» (کتاب، یونانی: βιβλίον) به‌معنای کتاب دستی است. اپیکتت در گفتمان‌ها اغلب از اصولی صحبت می‌کند که شاگردانش باید «آماده به دست» باشند (یونانی: πρόχειρα). ترجمه‌های رایج انگلیسی با عنوان «به صورت دستی» یا «کتابچه راهنما» هستند.

## نگارش اثر
این اثر شامل پنجاه و سه فصل کوتاه است، که معمولاً از یک یا دو پاراگراف تشکیل شده‌اند. این کتاب در اوایل قرن دوم گردآوری شد. فیلسوف قرن ششم، سیمپلیسیوس، در تفسیر خود بر این اثر، به نامه‌ای که توسط آریان نوشته شده‌است، اشاره می‌کند که در مقدمه متن آمده بود. در این نامه آریان بیان می‌کند که انکیریدیون از گفتارهای اپیکتت و بر اساس آنچه که او مفیدترین، ضروری‌ترین و سازگارترین روش برای به حرکت درآوردن ذهن مردم می‌داند نوشته شده‌است. در این نامه بیان شده‌است که حدود نیمی از مطالب موجود در انکیریدیون از چهار کتاب باقی‌مانده از گفتارها گرفته شده‌است، اما به‌طور متفاوتی اصلاح شده‌است. فرض بر این است که سایر بخش‌ها از گفتمان‌های گم‌شده مشتق شده باشند. به نظر می‌رسد برخی از فصل‌ها فرمول‌بندی مجدد ایده‌هایی هستند که در سراسر گفتمان‌ها ظاهر می‌شوند.
معماهایی در مورد گنجاندن دو فصل وجود دارد. فصل ۲۹ عملاً کلمه به کلمه با گفتمان سوم یکسان است. از آن‌جایی که در یکی از نسخه‌های اولیه مسیحیت حذف شده‌است و توسط سیمپلیسیوس توضیح داده نشده، ممکن است در نسخه اصلی نیز وجود نداشته باشد. فصل ۳۳ مشتمل بر فهرستی از دستورالعمل‌های اخلاقی است که «به وضوح به چارچوب رواقی معمولی اپیکتت مرتبط نیستند».
تقسیم فعلی اثر به پنجاه و سه فصل، برای اولین بار توسط یوهان شوایزر در ویرایش ۱۷۹۸ انجام شد. در نسخه‌های قبلی متن به فصل‌های بیشتری تقسیم می‌شد. (به‌ویژه تقسیم فصل 33). جرارد بوتر در نسخه انتقادی خود در سال ۱۹۹۹، پنجاه و سه فصل شوایزر را حفظ کرد، اما فصل‌های ۵، ۱۴، ۱۹ و ۴۸ را به دو قسمت تقسیم کرد.

## محتوا
به نظر می‌رسد که انکیریدیون مجموعه‌ای از اصول با ساختاری ضعیف است. سیمپلیسیوس در تفسیر قرن ششم خود متن را به چهار بخش مجزا تقسیم کرد که رویکردی درجه‌بندی‌شده به فلسفه را پیشنهاد می‌کند:
1. فصل 1-21. چه چیزی به ما بستگی دارد و چه چیزی بستگی ندارد، و چگونه با مسائل بیرونی برخورد کنیم.
  1. فصل 1-2. چه چیزی به ما بستگی دارد و چه چیزی بستگی ندارد، و عواقب انتخاب هر کدام.
  2. فصل 3-14. نحوه برخورد با چیزهای بیرونی (بازداشتن خواننده از آن‌ها).
  3. فصل 15-21. نحوه استفاده صحیح و بدون مزاحمت از وسایل خارجی
2. فصل 22-28. توصیه‌هایی برای دانش‌آموزان متوسطه.
  1. فصل 22-25. مشکلات پیش روی دانش‌آموزان مقطع متوسطه.
  2. فصل 26-28. متفرقه: تصورات رایج، بدی و شرم.
3. فصل 30-47. توصیه‌های فنی برای کشف اقدامات مناسب.
  1. فصل 30-33. اعمال مناسب نسبت به (الف) افراد دیگر، (ب) خدا، (ج) پیش‌گویی، (د) خود.
  2. فصل 34-47. احکام متفرقه در مورد عدالت (عمل صحیح).
4. فصل 48-53. نتیجه‌گیری در مورد عمل به احکام.
  1. فصل 48. توصیه نهایی و تقسیم‌بندی بر انواع افراد.
  2. فصل 49-52. عمل به احکام.
  3. فصل 53. نقل‌قول برای محافظت.

فصل 29، که احتمالاً در متن استفاده شده توسط سیمپلیسیوس وجود نداشت، یک گفتار یک صفحه‌ای است که آموزش مورد نیاز برای تبدیل شدن به یک رواقی را با رویکرد دقیق مورد نیاز برای تبدیل شدن به یک برنده المپیک مقایسه می‌کند.

## موضوع
انکیریدیون با این جمله آغاز می‌شود که «بعضی چیزها به خودمان بستگی دارند، برخی دیگر به خودمان وابسته نیستند.» بنابراین با اعلام این موضوع شروع می‌شود که نگرانی خود واقعی مربوط به موضوعاتی است که تحت کنترل خود است و شانس یا تغییر خارجی بر آن تأثیر نمی‌گذارد. اپیکتت بین دنیای درونی خود ما از فواید و مضرات ذهنی و دنیای بیرونی خارج از کنترل ما تمایز قائل می‌شود. آزادی این است که چیزی را آرزو کنیم که به خودمان مربوط نیست. هنگامی که ما توسط بخت بد آزموده می‌شویم، هرگز نباید اجازه دهیم که رنج ما بر احساس تسلط و آزادی درونی ما غلبه کند.
هوشیاری دائمی لازم است و هرگز نباید به دلایل و قضاوت‌های خود توجه کرد، زیرا آن‌ها قضاوت هستند، نه چیزهایی که مردم را آزار می‌دهند.
چیزی که مردم را ناراحت می‌کند، خود چیزها نیست، بلکه قضاوت آن‌ها در مورد چیزهاست. برای مثال، «مرگ چیز وحشتناکی نیست (وگرنه برای سقراط وحشتناک به نظر می‌رسید) . . ."— فصل پنجم
عقل اصل تعیین‌کننده در همه چیز است. بنابراین ما باید قدرت موافقت خود را بر تأثیرات اعمال کنیم و هیچ آرزویی نداشته باشیم و از هر چیزی که به دیگران مربوط است اجتناب کنیم.
انکیریدیون تا حد زیادی بسیاری از جنبه‌های مهربانانه اپیکتت را که می‌توان در گفتمان‌ها یافت، سرکوب می‌کند، اما این ماهیت مجموعه را منعکس می‌کند. برخلاف گفتمان‌هایی که به‌دنبال تشویق دانش‌آموز از طریق استدلال و منطق هستند، انکیریدیون عمدتاً شامل مجموعه‌ای از قوانین است که باید از آن‌ها پیروی کرد. کار بر این تصور بنا شده‌است که شخص عاقل، با کمک فلسفه، ممکن است از هر تجربه‌ای در زندگی بهره‌مند شود. با آموزش صحیح، دانش‌آموز می‌تواند در موقعیت‌های نامطلوب و همچنین شرایط مطلوب شکوفا شود. روح انسان ظرفیت‌هایی دارد که هنوز توسعه نیافته‌است، اما رشد آن‌ها به نفع ماست بنابراین این کتاب راهنمای چگونگی پیشرفت به‌سوی آن‌چه برای خوشبختی لازم و کافی به‌نظر می‌رسد، است.
اپیکتت به‌وضوح از تصویرسازی استفاده می‌کند، و قیاس‌هایی شامل زندگی به‌تصویر کشیده شده‌است: سفر کشتی (فصل 7)، مسافرخانه (فصل 11)، ضیافت (فصل 15، 36)، و بازی در یک نمایش‌نامه (فصل 7). 17، 37). او مثال‌های زیادی از زندگی روزمره می‌آورد، از جمله: کوزه شکسته (فصل 3)، رفتن به حمام (فص 4، 43)، لنگ زدن 0 (فصل 9)، از دست دادن کودک (فصل 11). ) و قیمت کاهو (فصل 25).

## تاریخچه
برای قرن‌های متمادی، انکیریدیون محبوبیت خود را هم نزد مشرکان و هم مسیحیان حفظ کرد. سیمپلیسیوس در قرن ششم شرحی بر آن نوشت، و در عصر بیزانس، نویسندگان مسیحی شرح‌هایی از آن نوشتند. بیش از صد نسخه خطی از انکیریدیون باقی مانده‌است. [الف] قدیمی‌ترین نسخه‌های خطی موجود از انکیریدیون معتبر مربوط به قرن چهاردهم است، اما قدیمی‌ترین نسخه‌های مسیحی‌شده مربوط به قرن‌های 10 و 11 هستند که شاید نشان‌دهنده ترجیح جهان بیزانس برای نسخه‌های مسیحی باشد. انکیریدیون اولین بار توسط نیکولو پروتی در سال 1450 و سپس توسط آنجلو پولیزیانو در سال 1479 به لاتین ترجمه شد.

## یادداشت
الف. ^ جرارد بوتر در نسخه انتقادی خود در سال ۱۹۹۹، ۵۹ نسخه خطی موجود از «انکیریدون» و ۲۷ نسخه خطی دیگر از «تفسیر» سیمپلیسیوس را فهرست می‌کند که حاوی «انکیریدیون» به‌عنوان «موضوع‌ها» (عنوان) است. او همچنین ۳۷ نسخه خطی مسیحی‌شده را فهرست می‌کند (۲۴ «پار»، ۱۲ «نیل»، ۱ «وات»). رجوع کنید به(بوتر 1999، صص. 3ff)